# تحرر القصر
القاصر المحرر هو قاصر مسموح له بإجراء أعمال تجارية أو أي عمل آخر لحسابه أو لصالحه خارج نفوذ أحد الوالدين أو الوصي. وسيتمتع القاصر بالقدرة التعاقدية الكاملة لإبرام العقود فيما يتعلق بالأعمال. وإذا كانت هناك حاجة إلى موافقة أحد الوالدين لتحقيق حالة «التحرر» فإن ذلك يختلف من حالة إلى أخرى. وفي بعض الحالات، يكون من الضروري الحصول على إذن من المحكمة. وتتفاوت البروتوكولات حسب الولاية القضائية.
إن تحرر القُصّر هو آلية قانونية يتم بموجبها تحرر القاصر من خضوعه لسيطرة والديه أو الأوصياء عليه، وتحرر الوالدين أو الأوصياء من أي مسؤولية نحو الطفل. وحتى يتم منح التحرر من قِبل إحدى المحاكم، يظل الطفل خاضعًا لسيطرة والديه أو الأوصياء عليه. وفي بعض الحالات، يمكن منح التحرر دون إذن المحكمة عندما يكون القاصر مضطرًا لاتخاذ قرار لنفسه في غياب والديه (اللذين ربما يكونان قد ماتا أو قد تركا القاصر).
في معظم بلدان العالم، يمكن تحرير المراهقين ممن هم دون سن الرشد (البلوغ) بطريقة ما: من خلال الزواج أو تحقيق الاكتفاء الذاتي الاقتصادي أو الحصول على درجة أو دبلومة تعليمية أو المشاركة في شكل من أشكال الخدمة العسكرية.

## التحرر في الولايات المتحدة
يخضع القصر لسيطرة والديهم أو الأوصياء القانونيين، حتى يبلغوا سن الرشد، حيث يصبحون في هذه المرحلة بالغين قانونًا. وفي معظم الولايات يكون ذلك في سن الثامنة عشرة أو أن ذلك يتطلب أن يكون الشخص إما في سن 18 عامًا أو تخرج من الثانوية العامة وهو في سن الـ 20 على الأقل. ومع ذلك، في ظروف خاصة، يمكن تحرير القصر من سيطرة الوصي قبل بلوغ سن 18.
وتختلف القوانين والبروتوكولات الخاصة بالحصول على التحرر من ولاية إلى أخرى. في معظم الولايات، يجب على القصر تقديم التماس لدى محكمة الأسرة في الولاية القضائية المختصة، يطلب فيه رسميًا التحرر وذكر الأسباب التي تجعل من مصلحته التحرر. يجب على القصر إثبات الاكتفاء الذاتي المالي. وفي بعض الدول، تتوفر مساعدة قانونية مجانية للقصر الذين يسعون للتحرر، من خلال مراكز قانون الأطفال. وهذا يمكن أن يكون مصدرًا قيمًا للقصرين الذين يسعون لإعداد عريضة تحرر مقنعة. وبمقدور الطلاب أن يبقوا مع الوصي إذا لزم الأمر.
لا يتم منح التحرر بسهولة بسبب ذاتية وضيق تعريف «المصلحة الفضلى.» والبعض يُعتبر من القاصرين ممن كانوا ضحايا للاعتداء. وفي معظم الحالات، سوف يتم إخطار إدارة خدمات الأطفال بالولاية ويتم وضع الطفل في رعاية الأقارب. وآخرون يكونون من القاصرين ممن يسعون للتحرر لأسباب مثل الشعور بعدم الرضا عن سيطرة والديهم أو الأوصياء عليهم.
بينما قانون التقادم لإقامة دعوى قضائية خاضع للرسوم عندما يكون الشخص قاصرًا، فإن التحرر سوف ينهي عادة هذا الرسم.

## وصلات خارجية
- Emancipation laws in the United States